# Congreskolom

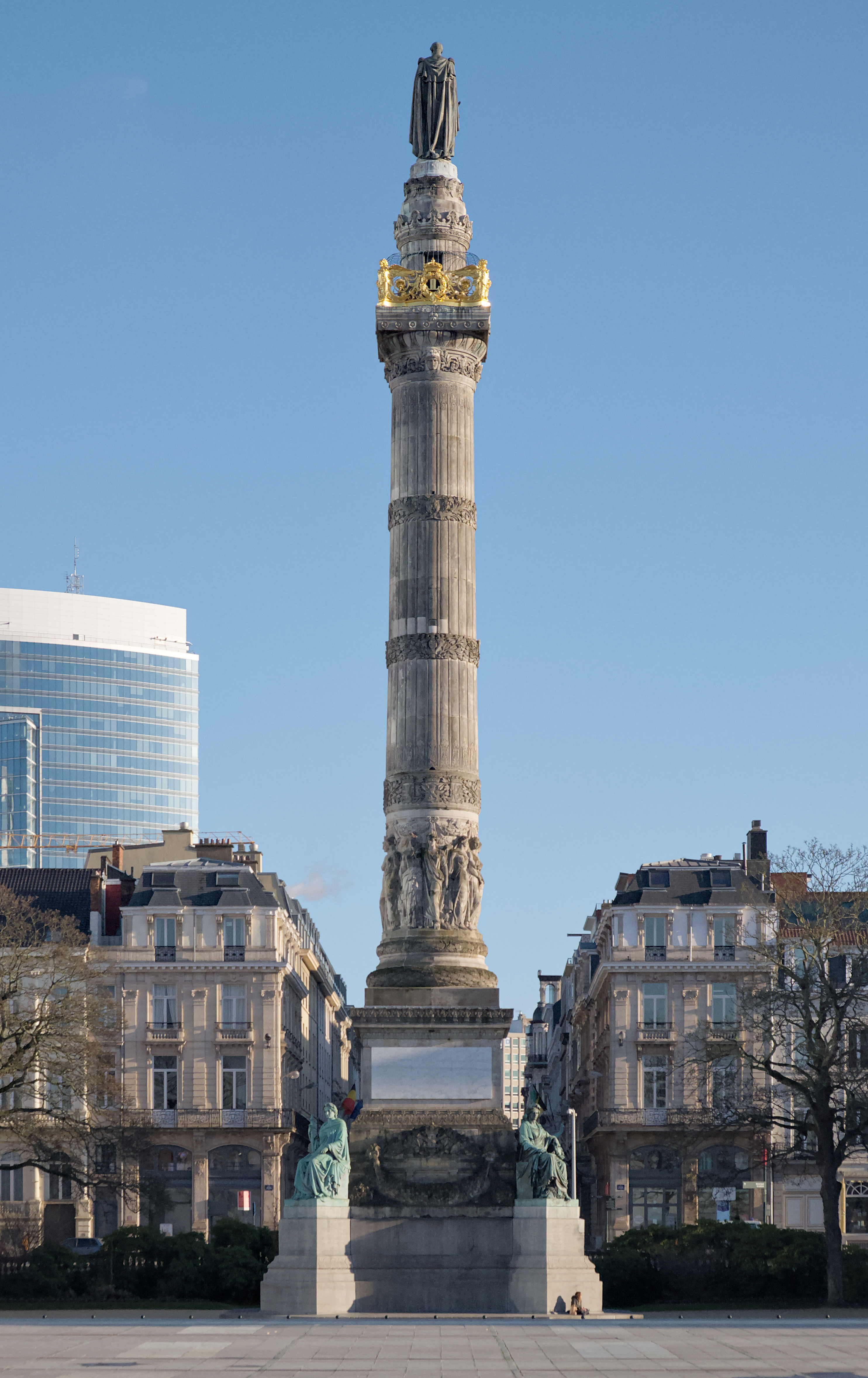
De Congreskolom met aan de voet het graf van de Onbekende Soldaat

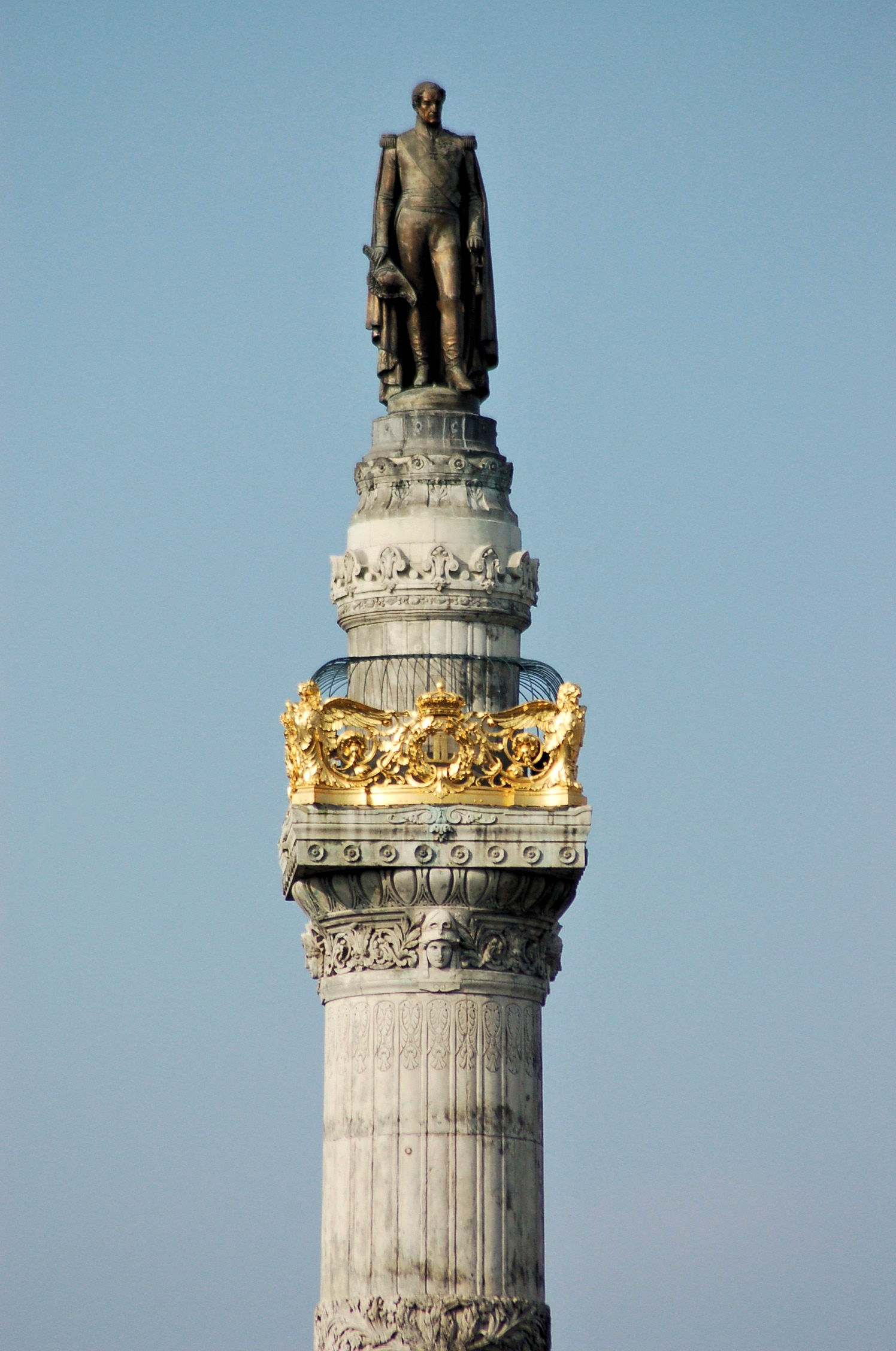
Congreskolom met standbeeld van Leopold I

De Congreskolom (Frans: Colonne du Congrès) in Brussel werd tussen 1850 en 1859 opgericht naar plannen van architect Joseph Poelaert die zich liet inspireren door de Zuil van Trajanus in Rome. De kolom bevindt zich op de Congresplaats, een pleintje grenzend aan de Koningsstraat.
De kolom herdenkt het Nationaal Congres van 1830, dat de Belgische Grondwet bekrachtigde. Op de 47 meter hoge kolom staan onder meer onderaan allegorieën afgebeeld over de (toenmalige) negen provincies en de Belgische Natie, van de hand van Eugène Simonis. In het voetstuk van de zuil bevinden zich ook op de vier zijden trofeeën met monogram van Leopold I, beeldhouwer Egide Mélot beeldde daarmee de Kunsten, Wetenschappen, Nijverheid en Landbouw uit. De ingebeitelde datums, belangrijke momenten van de Belgische onafhankelijkheid zijn september 1830 (gevechten voor onafhankelijkheid), 10 november 1830 (installatie Congres), 7 februari 1831 (goedkeuring Grondwet) en 21 juli 1831 (eedaflegging Leopold I). Op de hoekpunten van de sokkel vier allegorische zitbeelden van vrouwen, die de fundamentele vrijheden van de jonge natie symboliseren, de constitutionele vrijheden van vereniging (Charles Auguste Fraikin), van pers (Jozef Geefs), van onderwijs (Jozef Geefs) en van eredienst (Eugène Simonis). Boven op de kolom staat een standbeeld van koning Leopold I vervaardigd door Guillaume Geefs. 
Een wenteltrap met 193 treden leidt tot het uitzichtplatform op de top van de zuil, versierd met een rijkelijk bewerkte balustrade. Het platform biedt plaats aan 16 bezoekers maar is om veiligheidsredenen niet meer toegankelijk.
Op 11 november 1922 kwam aan de voet van de Congreskolom het Graf van de Onbekende Soldaat, met de eeuwig brandende vlam. Aan beide zijden van de vlam bevinden bronzen leeuwen, die de wacht houden aan weerszijden van de fakkel.
Op 18 januari 2007 werd een van de vier elk anderhalve ton zware bronzen vrouwenbeelden op de sokkel in de avond door een rukwind tijdens storm Kyrill van haar voetstuk geblazen, het ging om de Persvrijheid. Het beeld, en de sokkel dienden hersteld te worden.

## Wetenswaardig
- Tijdens een plechtigheid aan de Congreskolom op 24 oktober 1929 schoot de antifascist Fernando Da Rosa vanuit het publiek op de Italiaanse kroonprins Umberto, maar hij miste.